# 海岸山脈臺東蘇鐵自然保護區
海岸山脈臺東蘇鐵自然保護區是位於臺灣臺東縣東河鄉的自然保護區。本區是除台東紅葉村台東蘇鐵自然保留區之外，另一個為保護台東蘇鐵而設置之保護區。林務局於1981年公告為國有林自然保護區後，於2006年4月10日再依新修正之《森林法》公告成立自然保護區。
本保護區位在海岸山脈中段，海拔高300–800公尺。保護區內之植物種類計有155種，其中稀有植物計有台東蘇鐵、台灣黃楊、唐杜鵑等15種。另有台灣獼猴、赤腹松鼠等哺乳類及粉紅鸚嘴、繡眼畫眉等鳥類，鳥種以留鳥為多數。